# Fugging

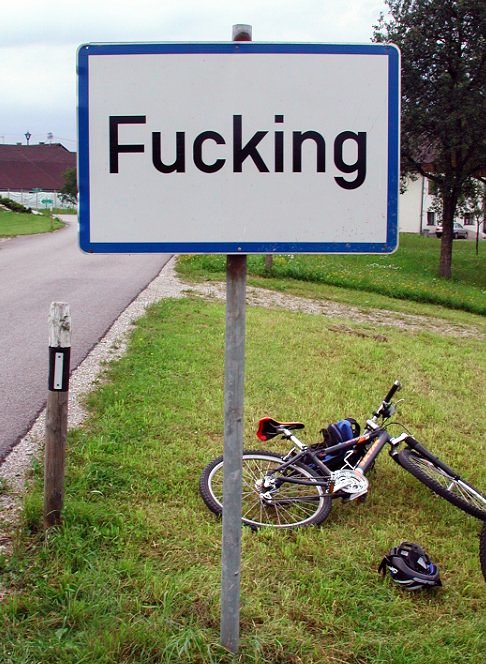
Senyal d'entrada a Fugging, la més robada d'Austria

Fugging (IPA: [‘fʊkɪŋ]) és un llogarret de gairebé 100 habitants, pertanyent al municipi de Tarsdorf, a la regió d'Innviertel, estat d'Alta Àustria. Limita amb Baviera i està prop de la ciutat de Salzburg. Sembla que el poble va ser conegut com a "Fucking" des d'almenys l'any 1070 i el seu nom prové d'un personatge del segle vi anomenat Focko. "Ing" és un antic sufix germànic que significa "gent"; d'aquesta forma, Fucking, en aquest cas, significa "lloc de la gent de Focko".
El nom, en ser exactament igual que el gerundi del renec anglès "fuck" ("cardar"), sovint els anglòfons el troben divertit. En alemany, el nom no té cap connotació o associació, encara que molts parlants alemanys són conscients de l'existència d'aquesta paraula anglesa. El sinònim alemany de fuck seria ficken (AFI: %[ˈfɪkən]).
El tret més distintiu del poble fins al 2020 fou el senyal de trànsit d'entrada a la vila, on els turistes angloparlants se solien fer fotos. Aquest senyal és un dels més robats d'Àustria. Fins al canvi de nom, es dedicaven quantitats significatives de fons públics per a reemplaçar els senyals robats. L'agost de 2005, els senyals de carretera es van reemplaçar per senyals a prova de turistes i lladres, soldats en acer i assegurats amb ciment per fer-los més difícils de robar.
A algunes fotografies que circulen per Internet, sota el senyal amb el nom "Fucking" hi ha un altre senyal amb un dibuix de dos nens i la frase "Bitte - nicht so schnell!" que significa "Si us plau - no tan de pressa!" Aparentment, aquest tipus de senyal de trànsit és bastant comú a la zona, i té la missió de recordar als conductors que redueixin la velocitat. No obstant això, moltes persones troben graciós aquest doble sentit.
El 2004, a causa de senyals robats i a la vergonya una votació va ser proposada per a canviar el nom, però els residents van votar-hi en contra. Finalment però el nom del l'indret es modificà l'any 2020 per a aturar l'onada de robatoris dels senyals d'entrada a la vila.
Casualment, hi ha dues petites localitats just a l'altre costat de la frontera amb Baviera (Alemanya) anomenades Petting i Kissing.